# Les Cousins
Pour les articles homonymes, voir Cousins (homonymie).
Pour plus de détails, voir Fiche technique et Distribution.
Les Cousins est un film français réalisé par Claude Chabrol en 1959.

## Synopsis
Charles, jeune provincial sérieux et travailleur, débarque à Neuilly chez son cousin Paul, cynique et grand séducteur. Tous deux travaillent leur droit. Charles tombe alors amoureux de Florence, mais Paul en fait sa maîtresse...

## Fiche technique
Sauf indication contraire, les informations mentionnées dans cette section peuvent être confirmées par la base de données cinématographiques IMDb,  présente dans la section « Liens externes ».
- Titre original : Les Cousins
- Produit, réalisation, scénario : Claude Chabrol
- Dialogue de : Paul Gegauff
- Musique originale : Paul Misraki
  - Orchestre dirigé par Georges Derveaux - Editions Impéria
- Photographie : Henri Decae
- Décors de : Jacques Saulnier et Bernard Evein
- Montage : Jacques Gaillard
- Assistante montage : Gisèle Chézeau
- Ingénieur du son : Jean-Claude Marchetti
- 1er Assistance Réalisateur : Philippe de Broca
- Cameraman : Jean Rabier
- Régisseur Général : Jean Lavie
- 2ème Assistance Réalisateur : Olga Varen
- Script-Girl : Jacqueline Parey
- 1er Assistant Opérateur : Pierre Ginet
- 2ème Assistant Opérateur : Alain Levent
- Assistant Décorateur : André Labussière
- Accessoiriste : Raymond Lemoigne
- Chef Maquilleuse : Irène Charitonoff
- Maquilleuse : Lucette Deuss
- Recorder : Jean Labussière
- Perchman : Maurice Dagonneau
- Administrateur de Production : Roland Nonin
- Studios : Studios de Boulogne
- Laboratoire : GTC à Joinville
- Directeur de Production : Jean Cotet
- Une production : Ajym-Films
- Société de distribution : Les Films Marceau
- Tournage : du 28 mai au 15 octobre 1958
- Pays de production :  France
- Langue : français
- Genre : comédie dramatique
- Formats : noir et blanc - 35mm — 1,37:1 - Mono
- Durée : 110 minutes
- Date de sortie : 
  - France : 11 mars 1959
- Affiche : René Lefèbvre (France)

## Distribution
- Gérard Blain : Charles
- Jean-Claude Brialy : Paul
- Juliette Mayniel : Florence
- Guy Decomble : le libraire
- Geneviève Cluny : Geneviève
- Michèle Méritz : Vonvon
- Corrado Guarducci : le comte italien Arcangelo Minerva
- Stéphane Audran : Françoise
- Paul Bisciglia : Marc
- Jeanne Perez : la concierge
- Françoise Vatel : Martine
- André Chanal
- Gilbert Edard
- Clara Gansard
- Jean-Louis Maury : le bridgeur avec la fille blonde
- Virginie Vitry
- Jean-Marie Arnoux
- Robert Barre
- Michel Benoist
- Gaby Blandé
- Chantal Bouchon
- Catherine Candida
- Jacques Deschamps
- Abdou Filali
- Yann Groël
- André Jocelyn : Philippe
- Jacques Kemp
- Jean-Pierre Moulin : un étudiant
- Sabine Moussali
- Christian Pezey
- Emmanuel Pierson
- Jacques Ralf
- Taty Rocca
- Colette Teissedre
- Jean-Paul Thomas
- Simone Vannier
- André Zamire
- Claude Cerval : Jean, dit Clovis
- László Szabó : le garçon qui ouvre la porte
- Sophie Grimaldi : la fille aux Champs-Élysées

## Récompense
- 1959 : Ours d'Or au Festival de Berlin.

## Musique préexistante
- W. A. Mozart :
  - 40e symphonie en sol mineur (Koechel 550), 1er mouvement, Orchestre symphonique de Londres, sous la direction de Josef Krips, Disque Decca • LXT 5356
- Richard Wagner :
  - Le Crépuscule des dieux (Mort de Siegfried)
  - Prélude et Mort d'Isolde (extrait de Tristan et Isolde), Orchestre de la Société des concerts du Conservatoire sous la direction de Carl Schuricht, Disque Decca • LXT 3076
- Richard Wagner :
  - La Chevauchée des Walkyries (extrait de La Walkyrie), Orchestre philharmonique de Vienne sous la direction de Hans Knappertsbusch, Disque Decca • IW 3106